# Лончкі (Ліський повіт)
Лу́чки (пол. Łączki) — лемківське село в Польщі, у гміні Лісько Ліського повіту Підкарпатського воєводства.
Населення — 209 осіб (2011).

## Історія
До 1934 р. село входило до гміни Веремінь Ліського повіту Львівського воєводства, а з 1934 р. — до ґміни Гочев того ж повіту і воєводства. Церкви в селі не було і тому ходили в сусіднє село Веремінь.
В 1945–1947 роках все українське населення було піддане етноциду — насильно переселене як до СРСР так й до північно-західної Польщі — Повернених Земель..
У 1975-1998 роках село належало до Кросненського воєводства.

## Демографія
Демографічна структура станом на 31 березня 2011 року:
|          | Загалом | Допрацездатний вік | Працездатний вік | Постпрацездатний вік |
| -------- | ------- | ------------------ | ---------------- | -------------------- |
| Чоловіки | 102     | 23                 | 71               | 8                    |
| Жінки    | 107     | 25                 | 68               | 14                   |
| Разом    | 209     | 48                 | 139              | 22                   |